# Liderança militar na Guerra Civil Americana
A Liderança Militar na Guerra Civil Americana foi influenciada pela educação militar profissional e pelo pragmatismo suado da experiência de comando. Embora nem todos os líderes tenham treinamento militar formal, a Academia Militar dos Estados Unidos em West Point, Nova Iorque e a Academia Naval dos Estados Unidos em Annapolis, Maryland criaram quadros dedicados de oficiais profissionais cujo entendimento da ciência militar teve um efeito profundo na condução da Guerra Civil Americana e cujo legado duradouro ajudou a forjar as tradições dos modernos oficiais americanos de todos os ramos de serviços.

## A União

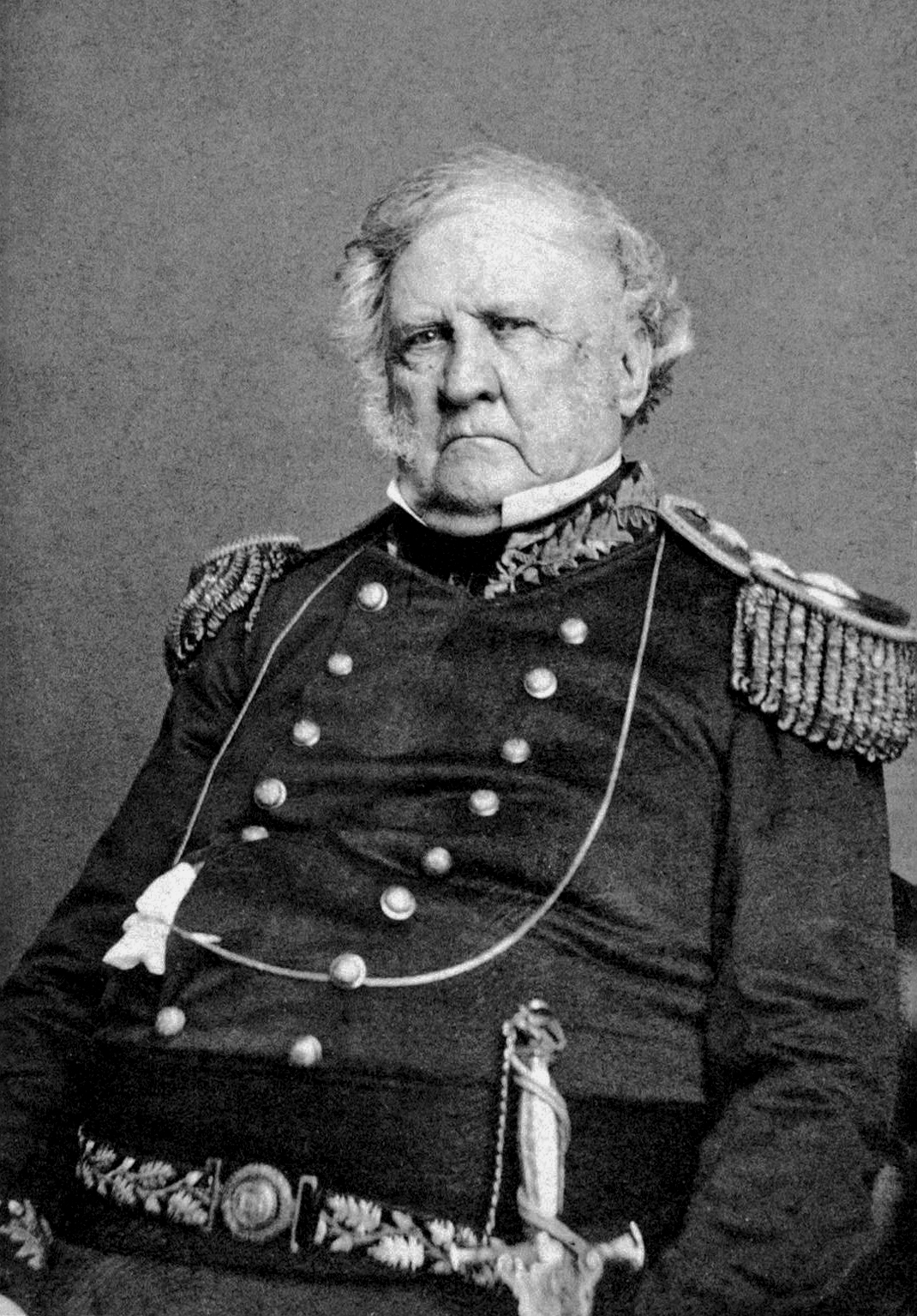
Winfield Scott

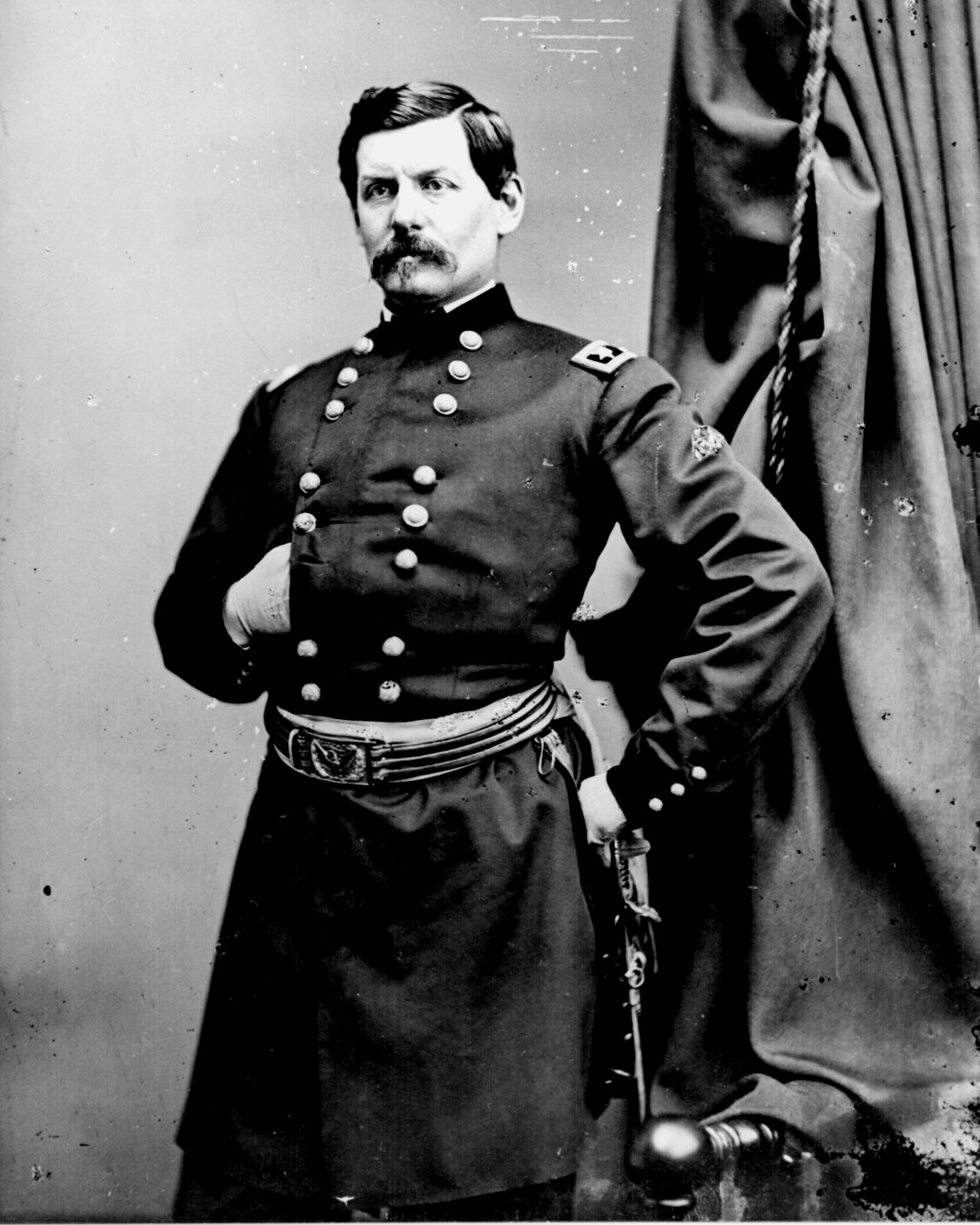
George B. McClellan

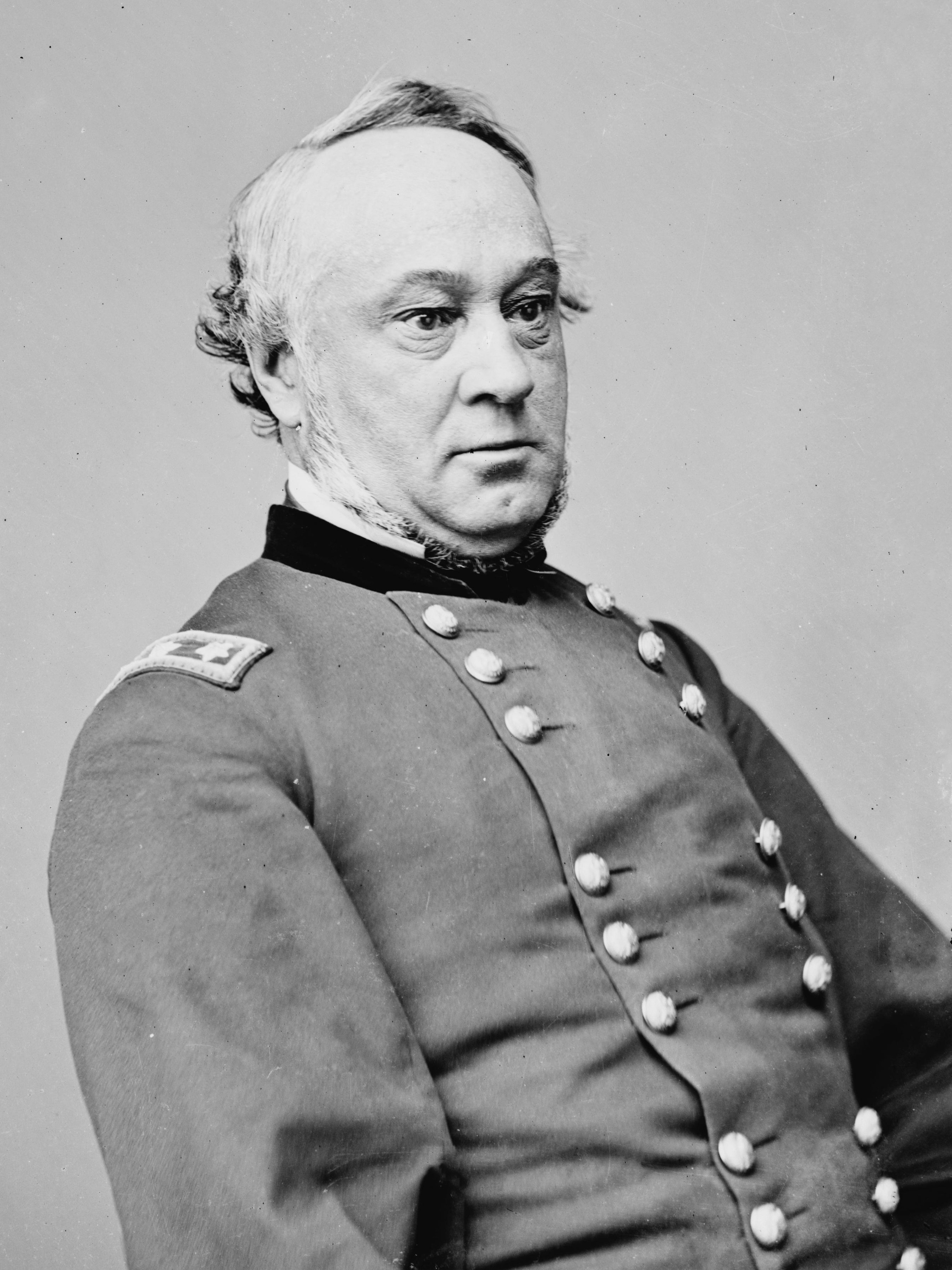
Henry Halleck

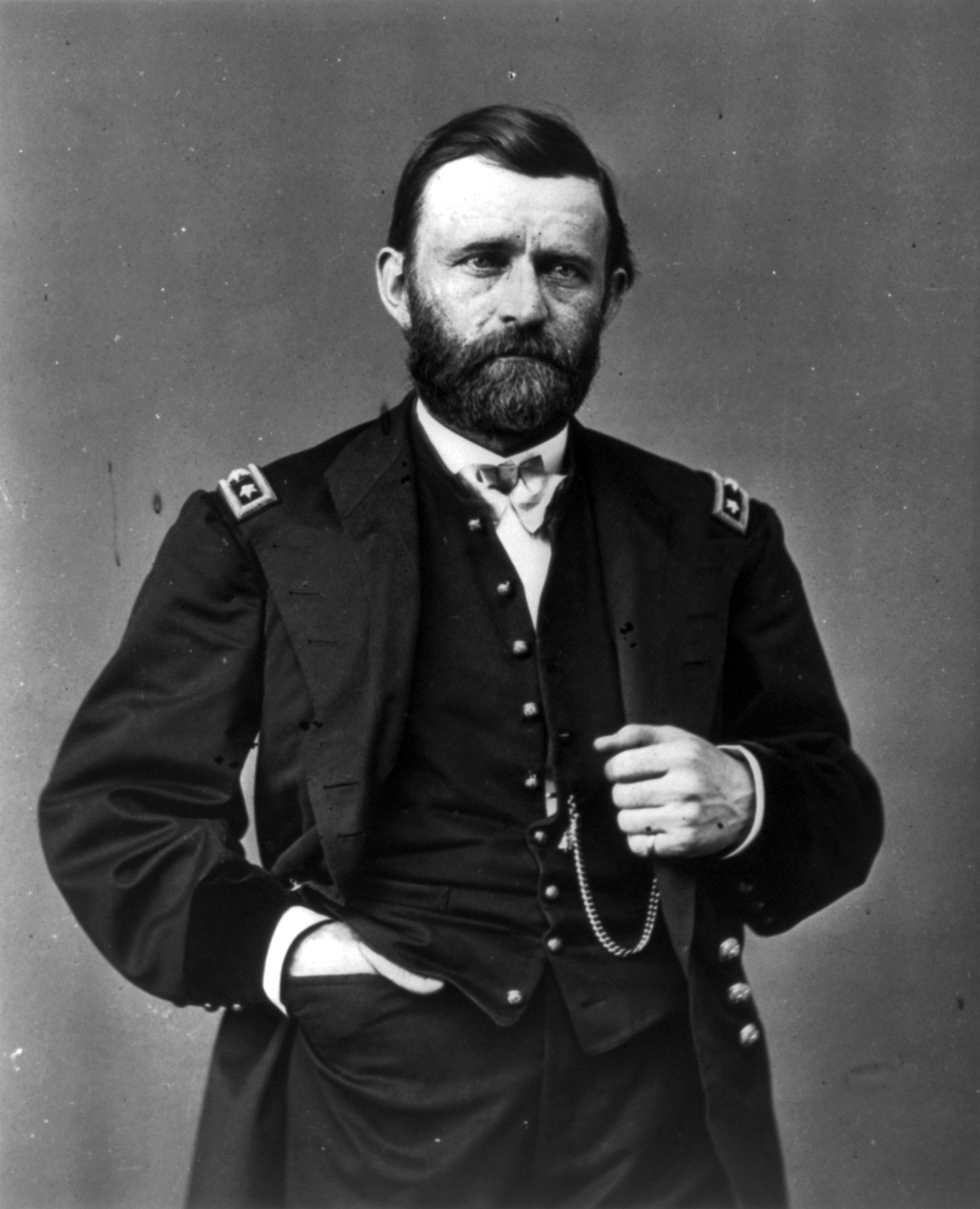
Ulysses S. Grant

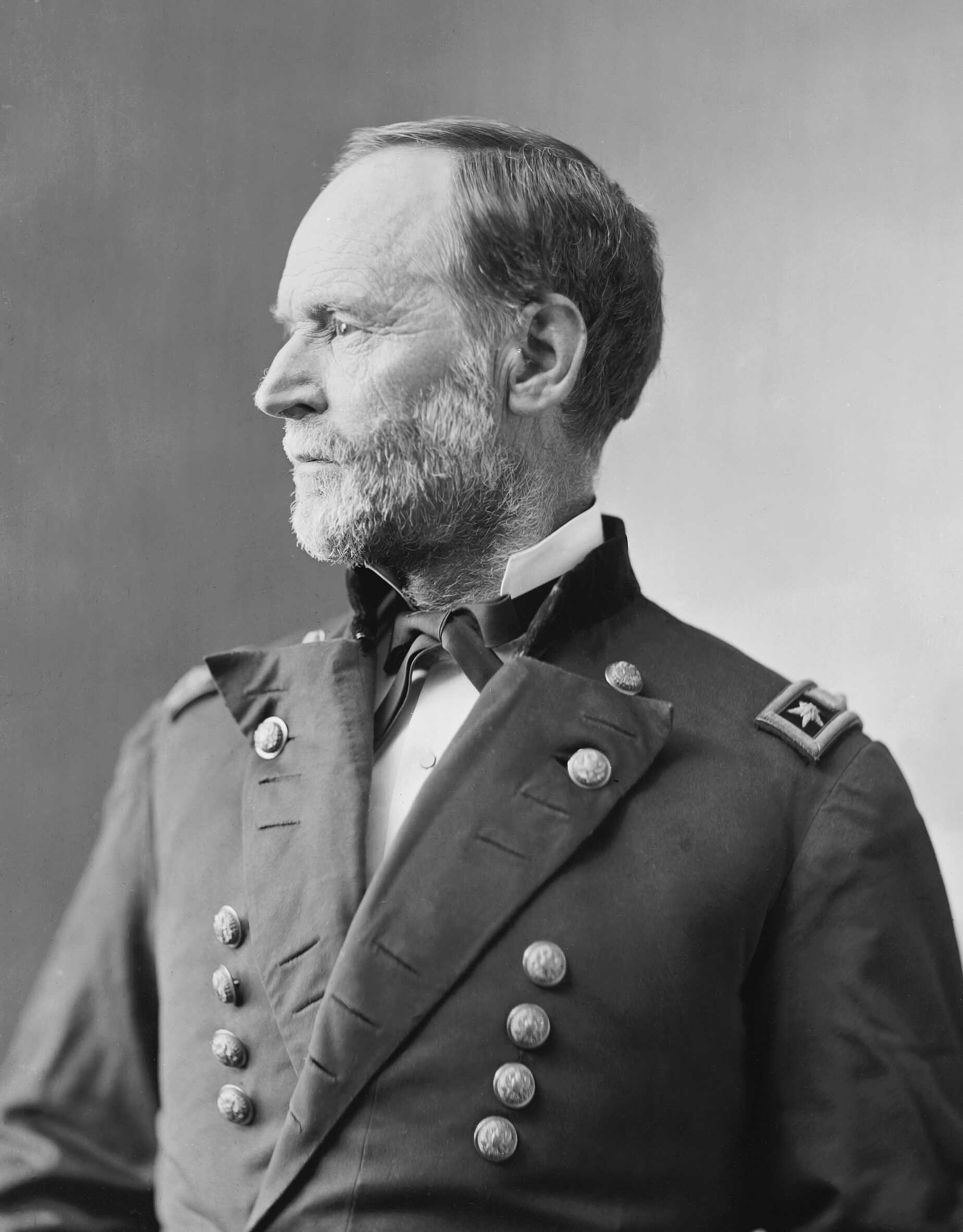
William T. Sherman

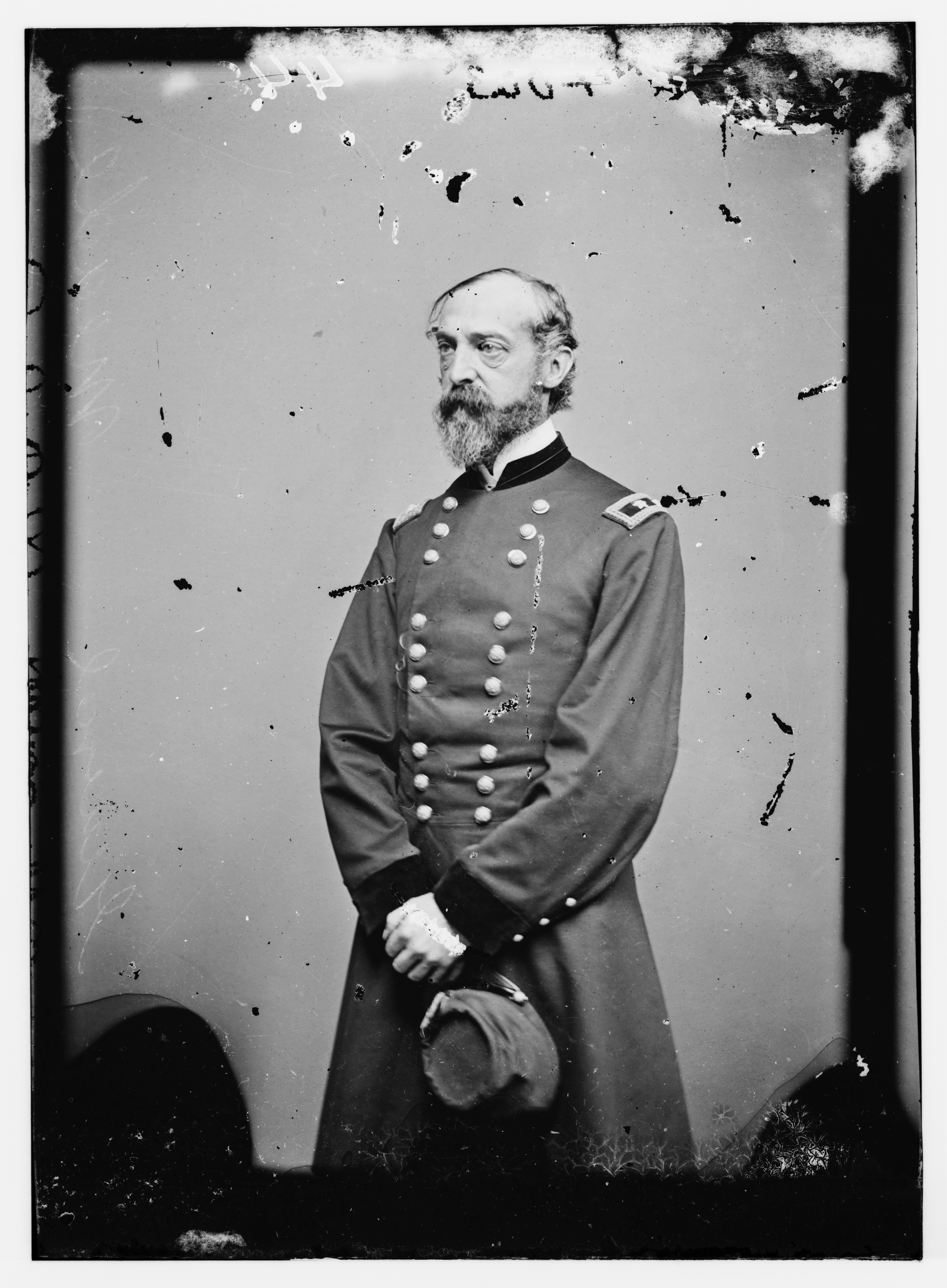
George Meade

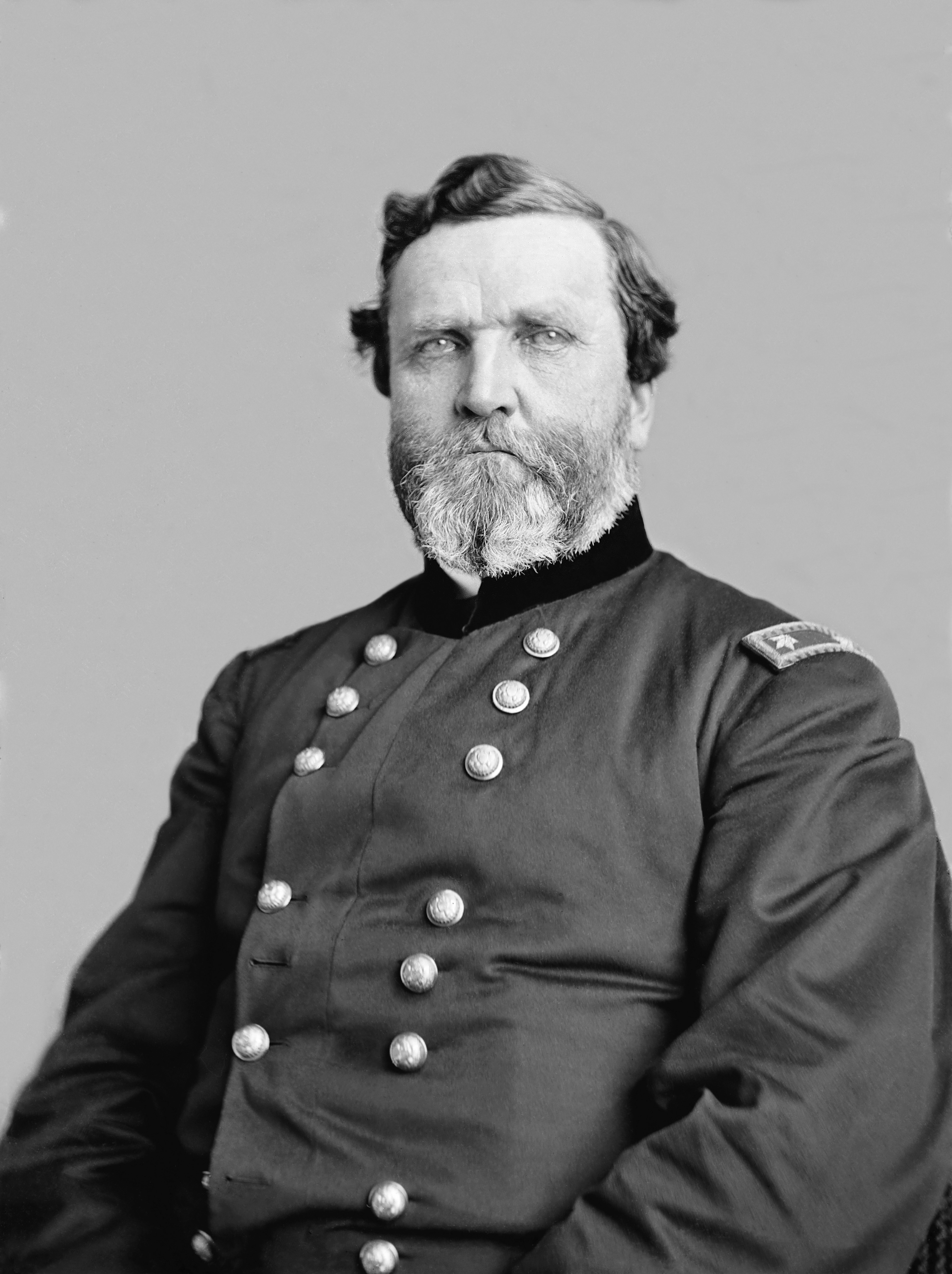
George H. Thomas

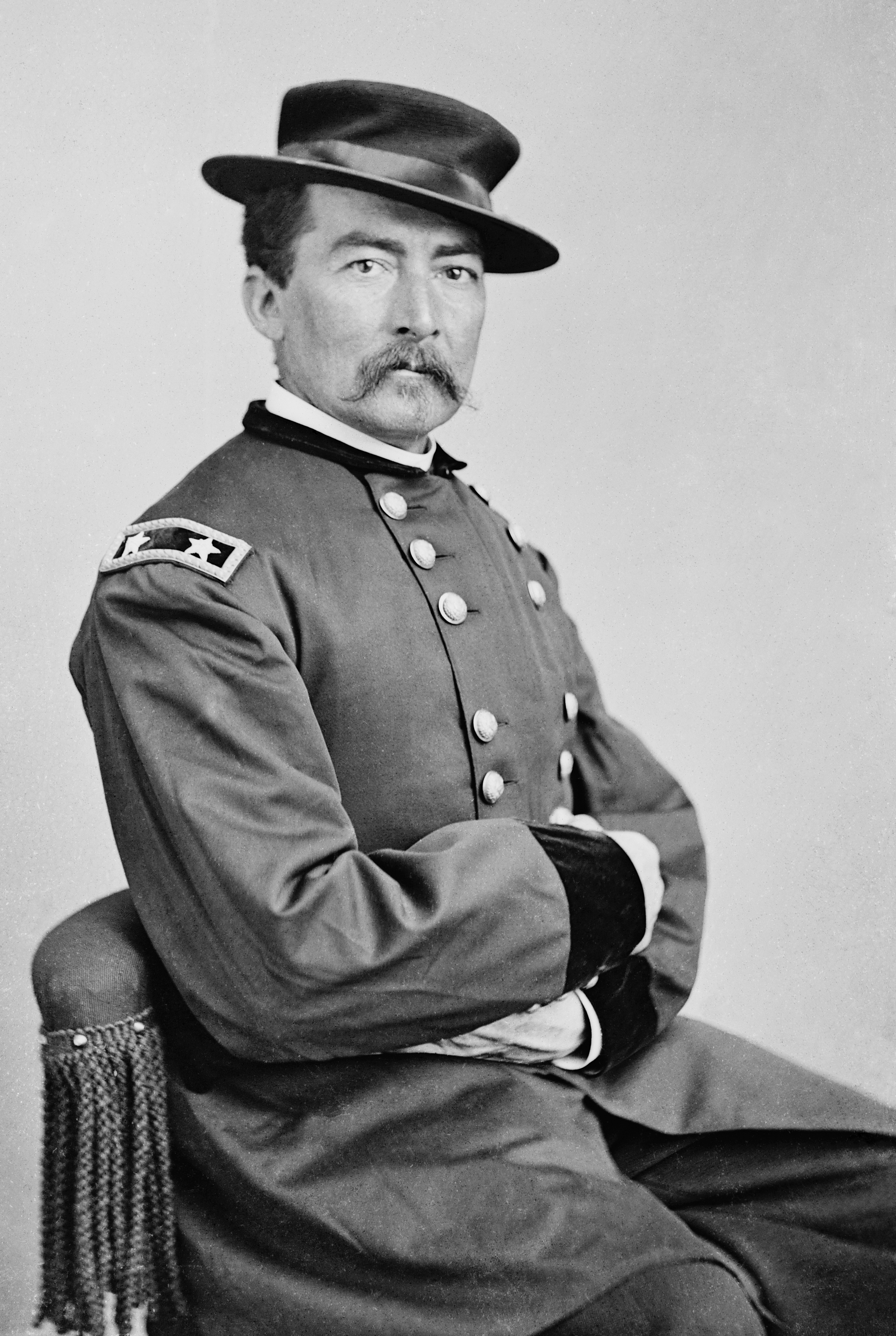
Philip Sheridan

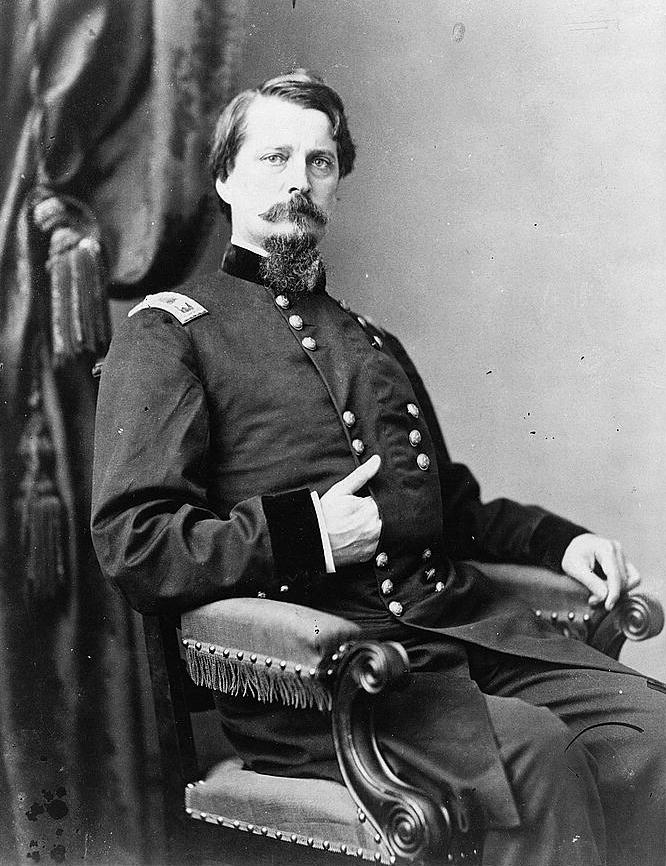
Winfield Hancock

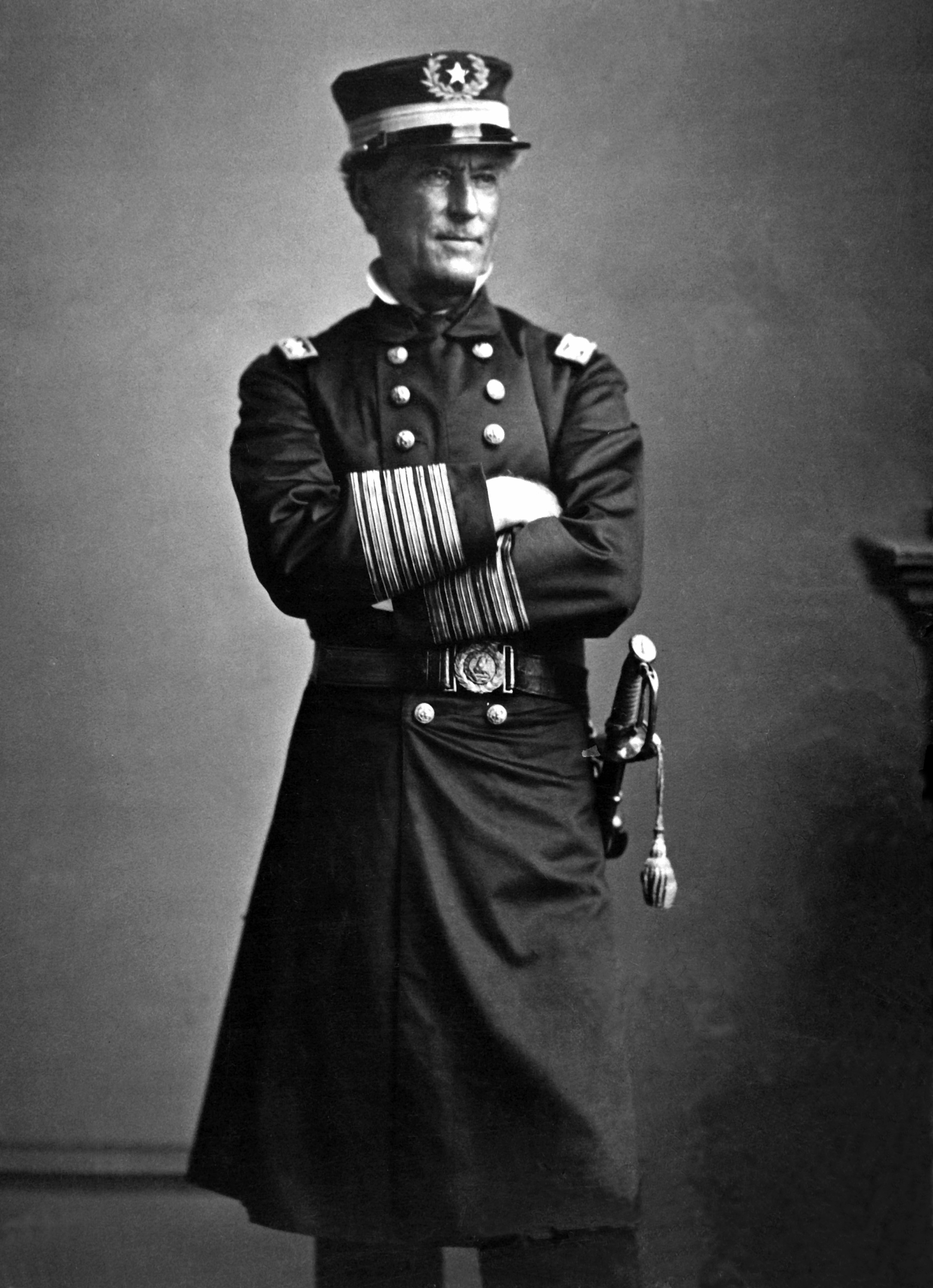
David Farragut

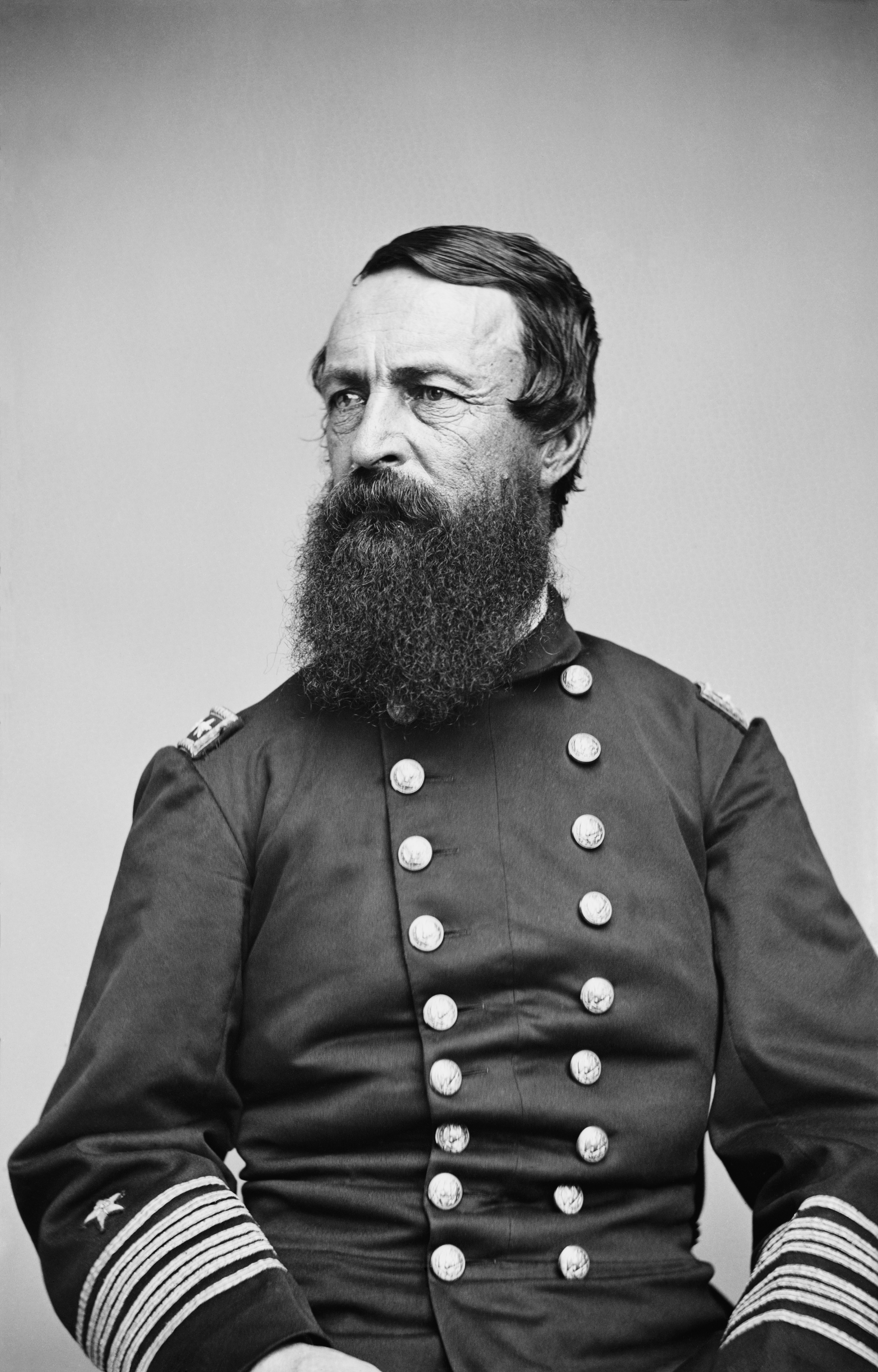
David Porter

### Líderes militares civis
O presidente Abraham Lincoln foi comandante-em-chefe das forças armadas da União durante todo o conflito; após seu assassinato em 14 de abril de 1865, o vice-presidente Andrew Johnson se tornou o principal executivo da nação. O primeiro secretário de guerra de Lincoln foi Simon Cameron; Edwin M. Stanton foi confirmado para substituir Cameron em janeiro de 1862. Thomas A. Scott foi Secretário de Guerra Assistente. Gideon Welles foi Secretário da Marinha, auxiliado pelo Secretário Assistente da Marinha, Gustavus Fox.
| Título                | Nome             | Posse                                                                    | Notas                                                                               |
| --------------------- | ---------------- | ------------------------------------------------------------------------ | ----------------------------------------------------------------------------------- |
| Comandante-em-Chefe   | Abraham Lincoln  | 4 de março de 1861 a 15 de abril de 1865 (1.464 dias durante a guerra)   | Baleado em 14 de abril de 1865; falecido em 15 de abril de 1865                     |
| Comandante-em-Chefe   | Andrew Johnson   | 15 de abril de 1865 a 4 de março de 1869 (24 dias durante a guerra)      | Declarou que o conflito armado estava "virtualmente" terminado em 9 de maio de 1865 |
| Secretário de Guerra  | Simon Cameron    | 5 de março de 1861 a 14 de janeiro de 1862 (277 dias durante a guerra)   | Renunciou em 14 de janeiro de 1862                                                  |
| Secretário de Guerra  | Edwin M. Stanton | 20 de janeiro de 1862 a 28 de maio de 1867 (1.205 dias durante a guerra) | Anteriormente Procurador-Geral dos Estados Unidos                                   |
| Secretário da Marinha | Gideon Welles    | 7 de março de 1861 a 4 de março de 1869 (1.488 dias durante a guerra)    |                                                                                     |

### Oficiais do Exército Regular
Quando a guerra começou, o exército permanente americano ou "Exército Regular" consistia em apenas 1.080 oficiais comissionados e 15.000 homens alistados. Embora 142 oficiais regulares tenham se tornado generais da União durante a guerra, a maioria permaneceu "congelada" em suas unidades regulares. Dito isto, a maioria dos principais comandantes da União em tempo de guerra possuía significativa experiência regular no exército. Ao longo da guerra, o Comandante Geral do Exército dos Estados Unidos foi, em ordem de serviço, Winfield Scott, George B. McClellan, Henry Halleck e, finalmente, Ulysses S. Grant.
Generais comandantes dos Estados Unidos
| No. | Nome                                  | Posse                                       | Notas |
| --- | ------------------------------------- | ------------------------------------------- | --- |
| 1   | Tenente-General Brevet Winfield Scott | 5 de julho de 1841 a 1 de novembro de 1861  | Aposentado em 1 de novembro de 1861 |
| 2   | Major-General George B. McClellan     | 1 de novembro de 1861 a 11 de março de 1862 | Comandou o Exército do Potomac, além de servir como General Comandante. Liberado do cargo de General Comandante em 11 de março de 1862. |
| 3   | vago                                  | 11 de março de 1862 a 23 de julho de 1862   | Responsabilidades de General Comandante cumpridas pelo presidente Lincoln                                                               |
| 4   | Major-General Henry Halleck           | 23 de julho de 1862 a 9 de março de 1864    | Nomeado Chefe do Estado Maior do Quartel General em Washington, D.C. em 12 de março de 1864                                             |
| 5   | General Ulysses S. Grant              | 9 de março de 1864 a 4 de março de 1869     | Primeiro general de patente no Exército dos Estados Unidos                                                                              |

- Robert Anderson
- Don Carlos Buell
- John Buford
- Ambrose Burnside
- Edward Canby
- Philip St. George Cooke
- Darius N. Couch
- Thomas Turpin Crittenden
- Thomas Leonidas Crittenden
- Samuel Curtis
- Abner Doubleday
- William B. Franklin
- James A. Garfield
- Quincy Adams Gillmore
- Gordon Granger
- Ulysses S. Grant
- David McMurtrie Gregg
- Henry Halleck
- Winfield Scott Hancock
- William Babcock Hazen
- Samuel P. Heintzelman
- Joseph Hooker
- Oliver O. Howard
- Andrew A. Humphreys
- Henry Jackson Hunt
- David Hunter
- Philip Kearny
- Erasmus D. Keyes
- John McArthur
- George B. McClellan
- Alexander McDowell McCook
- Irvin McDowell
- James B. McPherson
- Joseph K. Mansfield
- George Meade
- Montgomery C. Meigs
- Wesley Merritt
- Dixon S. Miles
- Edward Ord
- Alfred Pleasonton
- John Pope
- John F. Reynolds
- William Rosecrans
- John Schofield
- Winfield Scott
- John Sedgwick
- Philip Sheridan
- William T. Sherman
- Henry Warner Slocum
- Andrew Jackson Smith
- William Farrar Smith
- George Stoneman
- Edwin Vose Sumner
- George Sykes
- George Henry Thomas
- Alfred Thomas Archimedes Torbert
- Gouverneur K. Warren
- James H. Wilson
- John E. Wool

### Milícia e líderes políticos nomeados para a liderança militar da União
De acordo com a Constituição dos Estados Unidos, cada estado recrutou, treinou, equipou e manteve milícias locais; oficiais de regimentos foram nomeados e promovidos pelos governadores estaduais. Depois que os estados responderam ao apelo de 90 dias de Abraham Lincoln, em 15 de abril de 1861, por 75.000 soldados voluntários, os regimentos e baterias da maioria dos estados da União ficaram conhecidos como "Voluntários" para distinguir entre unidades militares estaduais e regulares. Os oficiais de nível de brigada da União (generais) poderiam receber dois tipos diferentes de comissões federais: U.S. Army ou U.S. Volunteers (ex: Major-General, U.S.A. em oposição a Major-General, U.S.V.). Enquanto a maioria dos generais da Guerra Civil ocupava uma posição de voluntária ou concisa, muitos generais mantinham ambos os tipos de comissão; classificação regular foi considerada superior.
- Edward Dickinson Baker
- Nathaniel Prentice Banks
- Francis Preston Blair Jr.
- Benjamin Butler
- Joshua Chamberlain
- Jacob Dolson Cox
- John Adams Dix
- John C. Frémont
- Nathan Kimball
- John A. Logan
- John Alexander McClernand
- Daniel Sickles
- James B. Steedman
- Alfred Terry
- Lew Wallace

### Oficiais Nativos Americanos e Estrangeiros no Exército da União
Refletindo a composição multinacional dos soldados envolvidos, alguns líderes militares da União derivaram de outras nações além dos Estados Unidos.
- Luís Filipe, Conde de Paris
- Michael Corcoran
- Włodzimierz Krzyżanowski
- Thomas Francis Meagher
- Ely S. Parker
- Albin Francisco Schoepf
- Carl Schurz
- Franz Sigel
- Régis de Trobriand
- Ivan Turchin

### Líderes navais da União
O rápido aumento da Marinha dos Estados Unidos durante a Guerra Civil Americana contribuiu enormemente para a capacidade do Norte de efetivamente bloquear portos e navios Confederados desde o início do conflito. Deficiente por uma frota de apenas 90 navios envelhecidos e apesar das perdas significativas de mão-de-obra para a Marinha Confederada após a secessão, uma campanha maciça de construção de navios abraçando inovações tecnológicas do engenheiro civil James Buchanan Eads e engenheiros navais como Benjamin F. Isherwood e John Ericsson, além de quatro anos de experiência diária com o conflito naval moderno colocou a Marinha dos Estados Unidos em um caminho que levou ao domínio naval mundial de hoje.
Commanding Officer, U.S.N.
| No. | Nome                                | Posse                                         | Notas |
| --- | ----------------------------------- | --------------------------------------------- | --- |
| -   | Oficial-de-bandeira Charles Stewart | 2 de março de 1859 a 21 de dezembro de 1861   | Serviu como "oficial-de-bandeira-sênior, U.S.N." até sua aposentadoria em 21 de dezembro de 1861; promovido a contra-almirante na lista de aposentados em 16 de julho de 1862 |
| 1   | Vice-almirante David Farragut       | 21 de dezembro de 1861 a 14 de agosto de 1870 | Comandou o Esquadrão de Bloqueio do Golfo Ocidental, além de servir como Comandante. Promovido a Almirante completo em 25 de julho de 1866                                    |

- John A. Dahlgren
- Charles Henry Davis
- Samuel Francis Du Pont
- David Farragut
- Andrew Hull Foote
- Samuel Phillips Lee
- David Dixon Porter
- John Ancrum Winslow
- John Lorimer Worden

## Os Confederados

### Líderes militares civis
Jefferson Davis foi nomeado presidente provisório em 9 de fevereiro de 1861 e assumiu responsabilidades semelhantes de Comandante-em-Chefe como Abraham Lincoln; Em 6 de novembro de 1861, Davis foi eleito Presidente dos Estados Confederados da América sob a Constituição Confederada. Alexander H. Stephens foi nomeado Vice-Presidente dos Estados Confederados da América em 18 de fevereiro de 1861 e mais tarde assumiu responsabilidades vice-presidenciais idênticas às de Hannibal Hamlin. Vários homens serviram aos Confederados como Secretário de Guerra, incluindo LeRoy Pope Walker, Judah P. Benjamin, George W. Randolph, James Seddon e John C. Breckinridge. Stephen Russell Mallory foi Secretário Confederado da Marinha durante todo o conflito.

### Ex-oficiais do Exército Regular
Na esteira da secessão, muitos oficiais regulares sentiram que não podiam trair a lealdade ao seu país de origem, como resultado, 313 desses oficiais renunciaram à sua patente e, em muitos casos, pegaram em armas para o Exército dos Estados Confederados. Ele mesmo formado em West Point e ex-oficial regular, o presidente Confederado Jefferson Davis valorizou muito esses recrutas valiosos pela causa e viu que ex-oficiais regulares recebiam cargos de autoridade e responsabilidade.
- Richard Heron Anderson
- P. G. T. Beauregard
- Milledge Luke Bonham
- Braxton Bragg
- Simon Bolivar Buckner, Sr.
- George B. Crittenden
- Samuel Cooper
- Jubal Anderson Early
- Richard S. Ewell
- Franklin Gardner
- Robert S. Garnett
- Josiah Gorgas
- William J. Hardee
- Ambrose Powell Hill
- Daniel Harvey Hill
- John Bell Hood
- Thomas J. "Stonewall" Jackson
- Albert Sidney Johnston
- Joseph E. Johnston
- Robert E. Lee
- Stephen D. Lee
- Mansfield Lovell
- James Longstreet
- John B. Magruder
- Humphrey Marshall
- Dabney H. Maury
- John Hunt Morgan
- John C. Pemberton
- George Pickett
- Edmund Kirby Smith
- Gustavus Woodson Smith
- J. E. B. Stuart
- William B. Taliaferro
- Earl Van Dorn
- Joseph Wheeler
- Henry A. Wise

### Milícia e líderes políticos nomeados para a liderança militar Confederada
Nas terras de Davy Crockett e Andrew Jackson, a tradição militar do estado era especialmente forte nos estados do Sul, alguns dos quais eram áreas de fronteira até recentemente. Vários líderes militares Confederados significativos emergiram dos comandos da unidade estadual.
- John C. Breckinridge
- Benjamin F. Cheatham
- Nathan Bedford Forrest
- Wade Hampton
- James L. Kemper
- Benjamin McCulloch
- Leonidas Polk
- Sterling Price
- Alexander P. Stewart
- Richard Taylor

### Oficiais Nativos Americanos e Estrangeiros no Exército Confederado
Embora nenhum país estrangeiro tenha enviado tropas ou comandantes diretamente para ajudar os Estados Confederados da América, alguns líderes derivaram de outros países além dos Estados Unidos.
- Patrick Cleburne
- Stand Watie
- Camille Armand Jules Marie
- Raleigh E. Colston
- Collett Leventhorpe
- George St. Leger Grenfell

### Líderes navais Confederados
A Marinha dos Estados Confederados não possuía extensas instalações de construção naval; em vez disso, contava com a remontagem de navios capturados ou a compra de navios de guerra da Grã-Bretanha. O Sul tinha abundantes vias navegáveis no interior, mas depois que a União construiu uma vasta frota de canhoneiras, eles logo dominaram os rios Mississippi, Tennessee, Cumberland, Red e outros, tornando essas vias quase inúteis para os Confederados. Os Confederados apreenderam vários navios da Marinha da União no porto após a secessão e converteram alguns com revestimento de ferro, como o CSS Virginia. Os corredores de bloqueio foram construídos e operados pelos interesses navais britânicos, embora no final da guerra a Marinha dos Estados Confederados operasse alguns. Alguns navios novos foram construídos ou comprados na Grã-Bretanha, notadamente o CSS Shenandoah e o CSS Alabama. Esses navios de guerra agiram como piratas, causando estragos no transporte comercial. Preocupado com essas perdas, em 1871 o Governo dos Estados Unidos recebeu indenizações da Grã-Bretanha nas Reivindicações do Alabama.
- John Mercer Brooke
- Isaac Brown
- Franklin Buchanan
- James Dunwoody Bulloch
- Catesby ap Roger Jones
- Matthew Fontaine Maury
- Raphael Semmes
- Josiah Tattnall
- James Iredell Waddell